# Alexander Esters
Alexander Esters (* 1977 in Bad Kreuznach) ist ein deutscher Künstler und Kunstlehrer an einem Gymnasium. Sein Werk umfasst Malerei, Skulptur, Zeichnung und Glasmalerei.

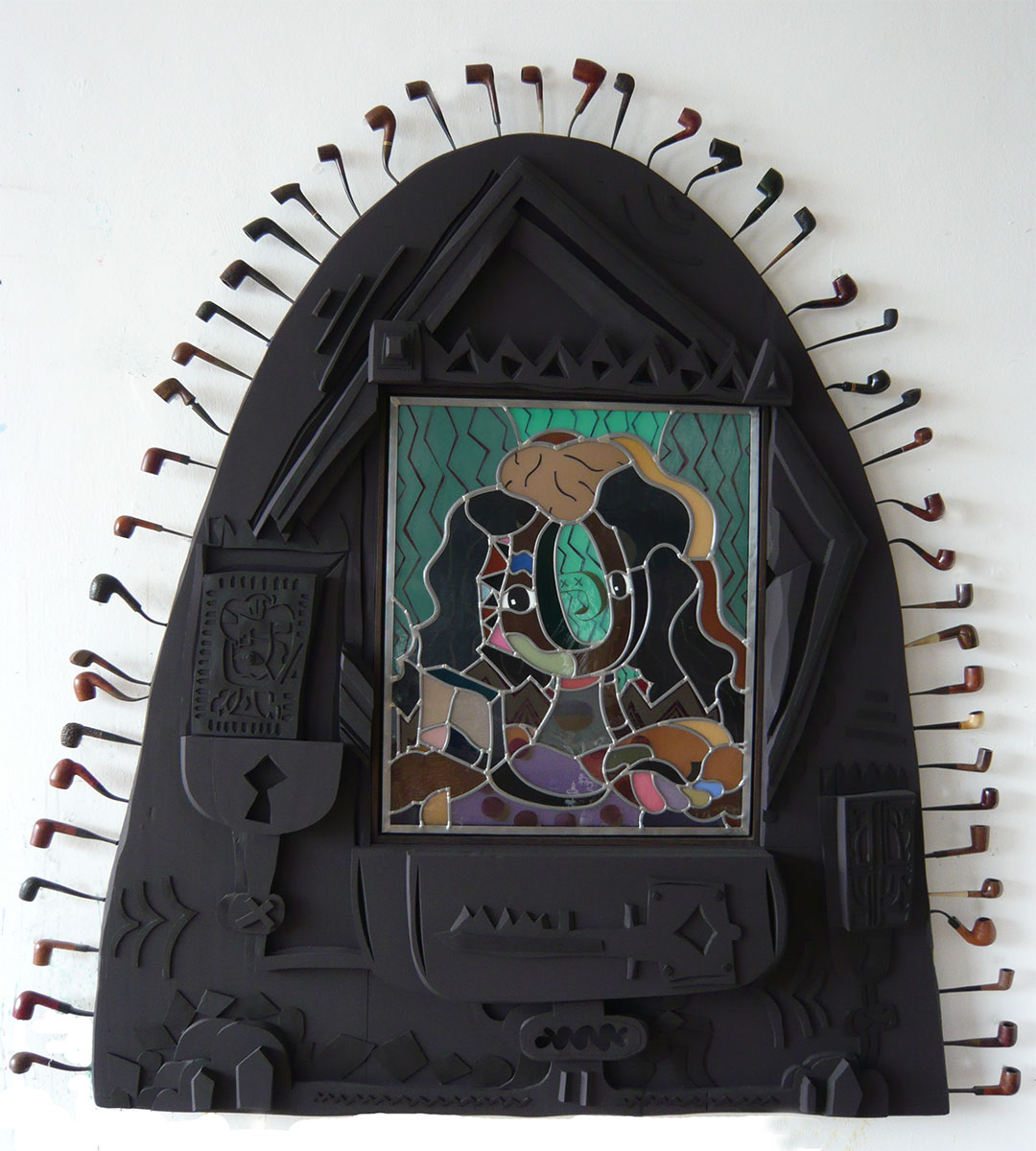
„Hitzeblick, am Ende die Tunnel“
Relief im Museum Baden von Alexander Esters

## Biografie
Esters studiert Bildende Kunst, Philosophie und Kunstgeschichte an der Johannes-Gutenberg-Universität Mainz, zuletzt Malerei und freie Bildende Kunst in der Klasse Friedemann Hahn. Von 1998 bis 2000 arbeitet er als Assistent der Künstlerin Lore Bert. 2001 übernimmt er eine Tutorentätigkeit für die Orientierungsstufe des Fachbereiches Bildende Kunst und parallel dazu die Stelle der wissenschaftlichen Hilfskraft von Friedemann Hahn. 2002 wird Esters Stipendiat der Studienstiftung des deutschen Volkes, wechselt an die Kunstakademie Düsseldorf in die Klasse Albert Oehlen und schließt 2004 als dessen Meisterschüler mit Akademiebrief das Kunststudium ab. Über zwei Jahre verlegt er zusammen mit Cornelius Quabeck das Magazin „Der Atom“ im eigenen RedmotA-Verlag. 2006 zeigt Esters in seiner ersten Einzelausstellung großformatige Leinwände in Malerei und Linolschnitt in der Düsseldorfer Galerie Van Horn. Es folgten div. Einzel- und Gruppenausstellungen in der Galerie Van Horn, zahlreiche internationale Messebeteiligungen, beispielsweise im Museum HVCCA, NY (2007), Yvon Lambert Gallery, NYC, im Kunstverein Schwerte, Kunsthalle Düsseldorf, Skulptur V im Skulpturenpark Köln, Slow-Painting im Museum Morsbroich, Leverkusen und im Museum Düren. 2009 wird er Preisträger des Grafikpreises NRW und titelt die November-Ausgabe des K-West-Kultur-Magazines. 2010 zeigt er u. a. Arbeiten in der Ana Cristea Gallery in New York und im Kunstverein Langenhagen. Dokufilm-Material von Ralf Goertz ist in der Ausstellung „Von Beuys bis Bill Viola“ im NRW-Forum Düsseldorf zu sehen. Seit Anfang 2011 arbeitet er als Lehrer für Bildende Kunst an einem Gymnasium in Bad Sobernheim (Emanuel-Felke-Gymnasium).

## Der Atom
Esters hat 2002 zusammen mit Cornelius Quabeck das Künstlerheft Der Atom und RedmotA Verlag gegründet. Insgesamt sind bis heute über 40 Publikationen im eigenen Verlag erschienen. Anfangs wurde das Projekt zweimal durch die Kunststiftung NRW gefördert. Unter dem Label „RedmotA Verlag“  werden Vorträge, Lesungen, Performances, Bars und Konzerte veranstaltet.

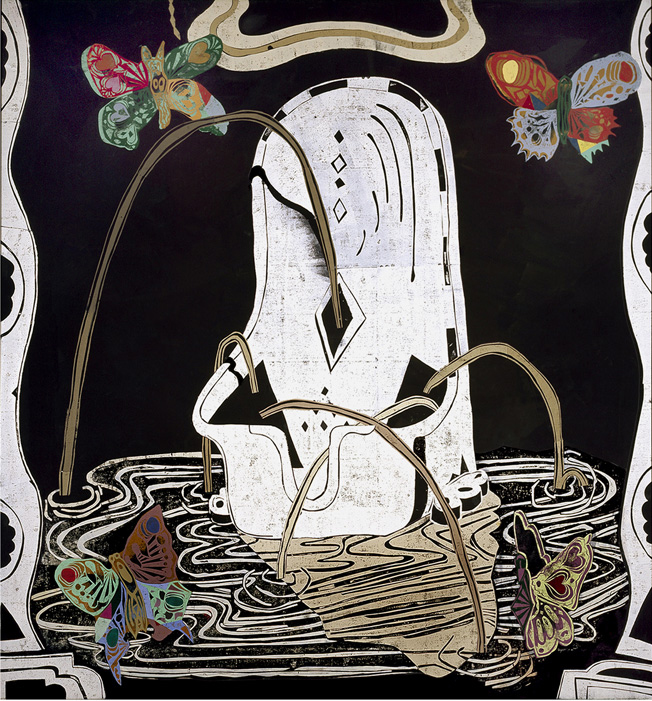
Ausleben, 2006 PVC-Druck und Ölfarbe auf Leinwand

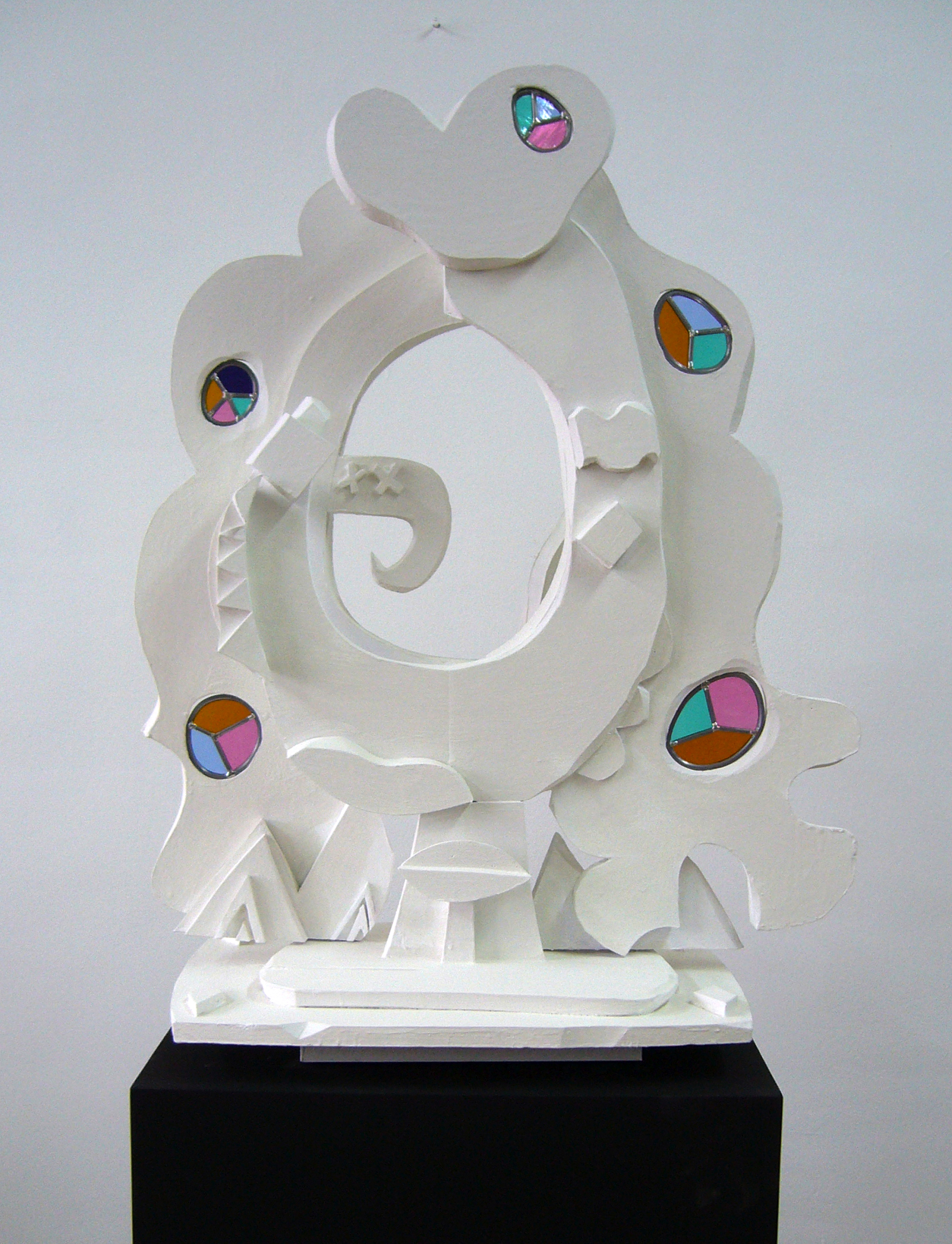
Studentin, 2008

## Ausstellungen (Auswahl)
- 2000: genre painting, G7, Berlin / Nord–West / Passage 2, Museen der Stadt Lüdenscheid
- 2002: Der Goldene Schnitt, Atelier Immendorff, Düsseldorf
- 2003: Ueber das Neue Teil Drei, Düsseldorf (mit Cornelius Quabeck)
- 2005: Sonnenblume Titanic, kjubh Kunstverein, Köln
- 2005: Red motA - Der Atom, Kunsthalle Düsseldorf (mit Cornelius Quabeck)
- 2007: Size Matters: XXL, HVCCA - Hudson Valley Center for Contemporary Art, Peekskill, USA
- 2008: Imaginationland, Kunstverein Schwerte
- 2009: Slow Paintings, Museum Morsbroich, Leverkusen
- 2009: Museum Baden, Solingen
- 2010: KölnSkulptur 5
- 2010: Von Joseph Beuys bis Bill Viola, Filme von Ralf Goertz & Werner Raeune, (IKS), NRW Forum, Düsseldorf
- 2010: Armor Parvi, Kunstverein Langenhagen, kuratiert von Oliver Tepel
- 2011: Satt und Verliebt, Galerie FeldbuschWiesner, Berlin
- 2012: Kopf mit Drehtür, Leopold-Hoesch-Museum, Düren und Deutsches Glasmalerei-Museum, Linnich

## Auszeichnungen
- 2002: Studienstiftung des Deutschen Volkes
- 2003: Stipendium der Kunststiftung NRW (zusammen mit Cornelius Quabeck)
- 2004: Stipendium der Kunststiftung NRW (zusammen mit Cornelius Quabeck)
- 2009: Grafikpreis des Landes Nordrhein-Westfalen[1]

## Werke in Sammlungen (Auswahl)
- Graphische Sammlung-Museum Folkwang, Essen
- Kunst aus NRW, Aachen-Kornelimünster
- Kunstmuseum, Bonn
- Museum Ludwig Forum, Aachen
- Graphische Sammlung Städel-Museum, Frankfurt am Main
- Sammlung Marc and Livia Straus, NYC
- Leopold Hoesch Museum, Düren
- Privatsammlungen in Deutschland, USA, Israel, Australien, Schweiz, Frankreich, Italien, England und den Niederlanden